# 謝爾特灣
謝爾特灣（英語：Shelter Cove），是南極洲的海灣，位於特里尼蒂半島的古斯塔夫王子海峽北岸，由英國南極名稱諮詢委員會命名，現時由南極條約體系管理。